# Гребенников, Женя
Женя Гребе́нников (фр. Jenia Grebennikov; род. 13 августа 1990, Рен) — французский волейболист, сын известного советского волейболиста и тренера Бориса Гребенникова. Игрок сборной Франции и российского клуба «Зенит» (Санкт-Петербург). Чемпион Европы, победитель Мировой лиги, Лиги наций и Олимпийских Игр.

## Карьера
Гребенников родился во французском Ренне, где его отец выступал в качестве играющего тренера «CPB Rennes». В том же клубе начал выступать и Женя.
Более 10 лет он также выступал за «Rennes Volley 35» под руководством отца, который был главным тренером этого клуба. В сезоне 2011/12 Гребенников выиграл свой первый клубный трофей, став победителем Кубка Франции.
Два сезона играл за немецкий «Фридрихсхафен», в составе которого выиграл как Кубок, так и чемпионат Германии.
В 2015 году перешёл в состав итальянской «Мачераты».
В составе «Кучине-Лубе» дважды был признан лучшим либеро Лиги чемпионов в 2016 и 2017 году, но клуб оба раза занял 3-е место. Также вошел в символическую сборную клубного чемпионата мира 2017, а команда завоевала серебряные награды, уступив лишь в финале казанскому «Зениту» 0:3.
В национальной сборной Франции дебютировал в 2011 году. В 2014 году с ней добрался до полуфинала чемпионата мира. Французы остались там без медалей, проиграв в пяти сетах полуфинал бразильцам, а потом всухую уступили матч за бронзу немцам. Несмотря на четвёртое место Гребенников получил приз лучшему либеро турнира.
В 2015 году Гребенников был основным игроком сборной, которая выиграла два международных турнира. Сначала французы стали сильнейшими в Мировой лиге, а в конце года выиграли золото на чемпионате Европы. На европейском первенстве Гребенников вновь был признан лучшим либеро турнира.
В 2016 был признан лучшим либеро Мировой лиги, а сборная Франции заняла 3-е место, уступив в полуфинале бразильцам в 4 сетах.
В 2020 году продолжил выступление в составе сборной Франции, занявшей 1-е место на Олимпиаде.